# José Pellejero
José María Pellejero Blanch (nacido el 16 de agosto de 1935 en Buenos Aires, Argentina) es un ex-futbolista argentino. Jugaba de centrocampista y su primer club fue Estudiantes de La Plata. Tiene 89 años y desarrolló la mayor parte de su carrera en España.

## Carrera
Comenzó su carrera en 1950 jugando para Estudiantes de La Plata. Jugó para el club platense hasta 1952. En 1957 se trasladó a España para formar parte de las filas del Granada CF. Se mantuvo en el equipo hasta 1960. Ese año se fue al Racing de Santander, en donde se mantiene firme hasta 1962. Ese año se trasladó al Elche CF, en donde se retiró definitivamente del fútbol profesional en 1963.
Falleció en Granada el 31 de enero de 1999.

## Clubes
| Club                    | País      | Año       |
| ----------------------- | --------- | --------- |
| Estudiantes de La Plata | Argentina | 1950-1952 |
| Atlético Chalaco        | Perú      | 1954-1955 |
| Ciclista Lima           | Perú      | 1956-1957 |
| Granada CF              | España    | 1957-1960 |
| Racing de Santander     | España    | 1960-1962 |
| Elche CF                | España    | 1962-1963 |
| Granada CF              | España    | 1963-1965 |